# Christophe Munzihirwa
Christophe Munzihirwa Mwene Ngabo est un prêtre jésuite congolais né le 1er janvier 1926 à Burhale au Kivu (Congo) et mort assassiné le 29 octobre 1996 à Bukavu (Congo). Professeur de sciences sociales, puis Supérieur provincial des jésuites du Congo, il devient évêque de Kasongo en avril 1990 puis archevêque de Bukavu en 1994. 

## Jeunesse et formation sacerdotale
Né en 1926 à Burhale (Lukumbo), Munzihirwa étudie d’abord à l’école paroissiale et à l’école normale avant d’entrer au petit séminaire de Mugeri, où il suit le cours d’humanités gréco-latines. Se sentant appelé à devenir prêtre, il continue sa formation au grand séminaire de Moba (anciennement Baudouinville) avant d’être ordonné prêtre le 17 août 1958.

## Devenu jésuite
D’abord vicaire dans une paroisse secondaire, Munzihirwa est rapidement nommé curé-doyen de Bukavu. Cependant, attiré par la vie religieuse et la spiritualité ignatienne, il renonce à ce poste et entre dans la Compagnie de Jésus le 7 septembre 1963.  
Étant déjà prêtre, il suit une formation accélérée. Ses deux ans de noviciat sont suivis d’une formation complémentaire philosophique et théologique, d’abord au scolasticat de Kimwenza près de Kinshasa, et ensuite à Louvain en Belgique. Après un bref passage à Bukavu pour y relancer le collège dévasté par la rébellion katangaise, il retourne en Belgique pour une licence en sciences sociales (1967-1969) à l’université catholique de Louvain.

## Engagement socio-pastoral
Rentré au Congo, Munzihirwa s’occupe d’abord de la formation spirituelle et intellectuelle des jeunes jésuites tout en étant aumônier de la paroisse universitaire de Kinshasa, poste qu’il occupe pendant des contestations estudiantines de 1971 qui aboutissent à l’enrôlement forcé de centaines d’entre eux dans l’armée nationale. Par solidarité avec les jeunes, il se fait lui-même enrôler. En 1973, il travaille au centre d’action sociale (CEPAS) de Kinshasa et est animateur de l’association des dirigeants et cadres catholiques du pays. Il s’engage de plus en plus dans le domaine social. Il entreprend une thèse de sociologie à l’université de Lubumbashi en 1977 qu’il continuera à Louvain en Belgique.

## Recteur, provincial et puis évêque
En 1978, il est nommé recteur du scolasticat jésuite (et Philosophat) Saint Pierre Canisius de Kimwenza, à Kinshasa. Deux ans plus tard, en 1980, il est supérieur provincial des jésuites d’Afrique centrale. Son mandat de 6 ans à peine terminé, Munzihirwa est choisi comme évêque coadjuteur du diocèse de Kasongo (1986). Quatre ans plus tard , en avril 1990, il y succède à Timothée Pirigisha Mukombe.

## Archevêque de Bukavu
Les temps sont troubles et la situation difficile dans la région des grands lacs.  Tout en gardant sa charge à Kasongo, Munzihirwa est également nommé administrateur puis archevêque du diocèse de Bukavu en 1994. Comme archevêque de Bukavu il participe au synode spécial sur l’Église en Afrique réuni par Jean-Paul II à Rome en avril-mai 1994. À son retour de Rome il doit faire face à la tragédie de centaines de milliers de personnes qui arrivent au sud-Kivu, chassés du Rwanda par le génocide. Toute la région est déstabilisée et échappe au contrôle des autorités civiles.  Pendant deux ans ‘Mzee’ Munzihirwa  (le vieux (le sage): un titre qui lui fut donné spontanément par ses fidèles) visitait ces camps de réfugiés installés dans son diocèse. Il invitait ses fidèles à bien les recevoir tout en attirant l’attention des autorités et du  monde international sur leur situation catastrophique et insistant courageusement sur la nécessité de trouver une solution juste au conflit qui bouleversait toute la région.

## Un pasteur assassiné
La démission complète des responsables civils et militaires de Bukavu et de la région fit que Munzihirwa restait la seule autorité à s’occuper du sort d’une population abandonnée à elle-même. Plus particulièrement lors de l'attaque de la ville de Bukavu et le début des massacres de réfugiés Hutu au Sud Kivu en RDC (ex-Zaïre) par l'armée de Paul Kagame. Les responsables du Haut commissariat des Nations unies pour les réfugiés (HCR) avaient plié bagage, bien avant le mois d'octobre 1996 et l'attaque de la RDC (ex-Zaïre) était imminente. La première victime de cette attaque fut Mgr Christophe Munzihirwa. Il n'avait épargné aucun effort pour aider les réfugiés. Le soir de son assassinat, il venait de sauver les sœurs trappistines d'origine Tutsi vers un lieu où elles se sentaient en sécurité. Le soutien moral et humanitaire de l'archevêque en faveur des réfugiés faisait monter la moutarde au nez du gouvernement rwandais du FPR contre les religieux de la RDC. Ce qui explique pourquoi Christophe Munzihirwa et les missionnaires espagnols furent la première cible du commando armé qui a attaqué la ville de Bukavu et les camps de réfugiés Hutu. Le lundi 28 octobre, la veille de son assassinat, Christophe Munzihirwa avait convoqué une réunion du ‘Comité de défense des intérêts de la population’ à l'archevêché. Constitué spontanément autour de l’archevêque, ce comité voulait tenter de mettre fin au chaos, au pillage et aux meurtres.  La réunion a eu lieu comme prévu le mardi 29 octobre, à 14:00. Parmi les membres de ce comité  d’une vingtaine de personnes appartenant à la société civile, on peut citer Dr Miteyo ainsi que les témoins oculaires de l'assassinat de l'archevêque de Bukavu : M. Kabego, M. Mamboleo, M. Lwango, M. Chimanuka, M. Kasaza et M. Biringanine. Ce dernier fut abattu par le commando FPR à la Place Nyawera au moment de l'attentat contre l'archevêque de Bukavu. À maintes reprises, la Société Civile du Sud Kivu a lancé un cri d’alarme vers la communauté internationale afin que celle-ci intervienne à temps pour sauver la population. Ces appels sont restés sans réponse. Comme le décrivent notamment Dr Bruno Miteyo, Joseph Sagahutu, Marie Béatrice Umutesi, les missionnaires occidentaux résidant à Bukavu, les différents rapports des ONG et de la Société Civile, la situation était grave et dangereuse. Les infiltrations armées à partir du Rwanda voisin et dans la ville d'Uvira se faisaient désormais au grand jour, les cadavres des congolais et des réfugiés jonchaient toutes les rues, les tirs de mortier à partir de la frontière rwandaise se faisaient jusque dans la ville de Bukavu surtout à partir du 22 octobre 1996. Le 29 octobre, les rebelles (FPR/AFDL) avaient pris position partout dans la ville. La population fuyait en masse, y compris l'armée régulière zaïroise. Les messages écrits de l'archevêque montrent qu'il avait l'intention de demander à la population de ne pas déserter la ville et les villages et surtout de solliciter pour la population congolaise et de réfugiés rwandais et burundais une intervention humanitaire urgente. La communauté internationale est restée sourde à ses appels de paix. Dans ses lettres pastorales du mois d’octobre jusqu’au jour de son assassinat, l’archevêque de Bukavu y dénonce l’enrôlement forcé des jeunes par l’armée du FPR et la pose « des mines antipersonnel », « les attaques répétées du Rwanda contre l’est du Zaïre », lesquelles attaques avaient « déjà fait de nombreuses victimes civiles dans le Kivu ». Cette situation catastrophique préoccupait la Société Civile de Bukavu. Le mardi, 29 octobre vers 18:00, juste après la réunion, Christophe Munzihirwa quitta l’archevêché pour rentrer au collège jésuite Alfagiri où il voulait passer la nuit. Il était accompagné de son chauffeur et de son garde du corps, un militaire de l’armée congolaise, chargé de lui faciliter le passage de contrôles installés un peu partout dans la ville. Un deuxième véhicule appartenant à M. Kabego le suivait de près depuis l’archevêché. À un croisement de routes sur la place du marché de Nyawera, la voiture de l’archevêque fut immobilisée par des tirs en rafales d’un commando rwandais du FPR déjà stationné sur les lieux. M. Biringanine, qui était dans la voiture de M. Kabego, fut abattu au fusil par les militaires FPR. L’escorte de l’archevêque est abattue (son garde du corps et son chauffeur). Christophe Munzihirwa sort de la voiture et, croix en main, se dirige vers les militaires. Les militaires l’ont d’abord soumis à un interrogatoire et aux tortures près de la clôture de la SINELAC, puis, ils l’ont exécuté. Le corps de l’archevêque est resté jusqu’au lendemain tel qu’il est sur la photo de couverture du livre d’Ambroise Bulambo. Les Pères xavériens de Vamaro ont réussi à obtenir l’autorisation de récupérer le corps de Christophe Munzihirwa qui, aujourd’hui, repose à l’entrée principale de la cathédrale de Bukavu, Notre Dame de la paix. L’inhumation eut lieu le 31 octobre 1996, le jour même de l’attentat commis par le même commando FPR contre les quatre Missionnaires espagnols de Bugobe (RDC) appartenant à la congrégation des Frères maristes : Servando Mayor Garcia, né à Hornillos del Camino (Burgos), Julio Rodriguez Jorge, né à Piñel de Arriba (Valladolid), Miguel Angel Isla Lucio, né à Villalain (Burgos), Fernando de la Fuente, né à Burgos.

## Béatification
Le 28 mai 2016, la Congrégation pour les causes des saints autorise le diocèse de Bukavu d'ouvrir la cause en béatification du Serviteur de Dieu Christophe Munzihirwa.
Le 16 janvier 2017, l’archevêque de Bukavu, François Xavier Maroy, a installé un tribunal ecclésiastique pour s’occuper de la cause. Les membres du tribunal ont prêté serment le jour même. Monsieur l’abbé Jean Marie Vianney Kasigwa Kitumaini sera délégué épiscopal et Président du Tribunal. Le père barnabite Gaspard-Marie Mutabesha sera le promoteur de la justice. Messieurs les abbés Emmanuel Bafulwa et Armel Lucireho seront respectivement notaire et notaire adjoint. Le postulateur de la cause sera le père jésuite Anton Witwer. Son adjoint sera monsieur l’abbé Boniface Kanozire.

## Écrits
- Lettere e appelli dal Congo, Bologna, EMI, 2007.